# Levi

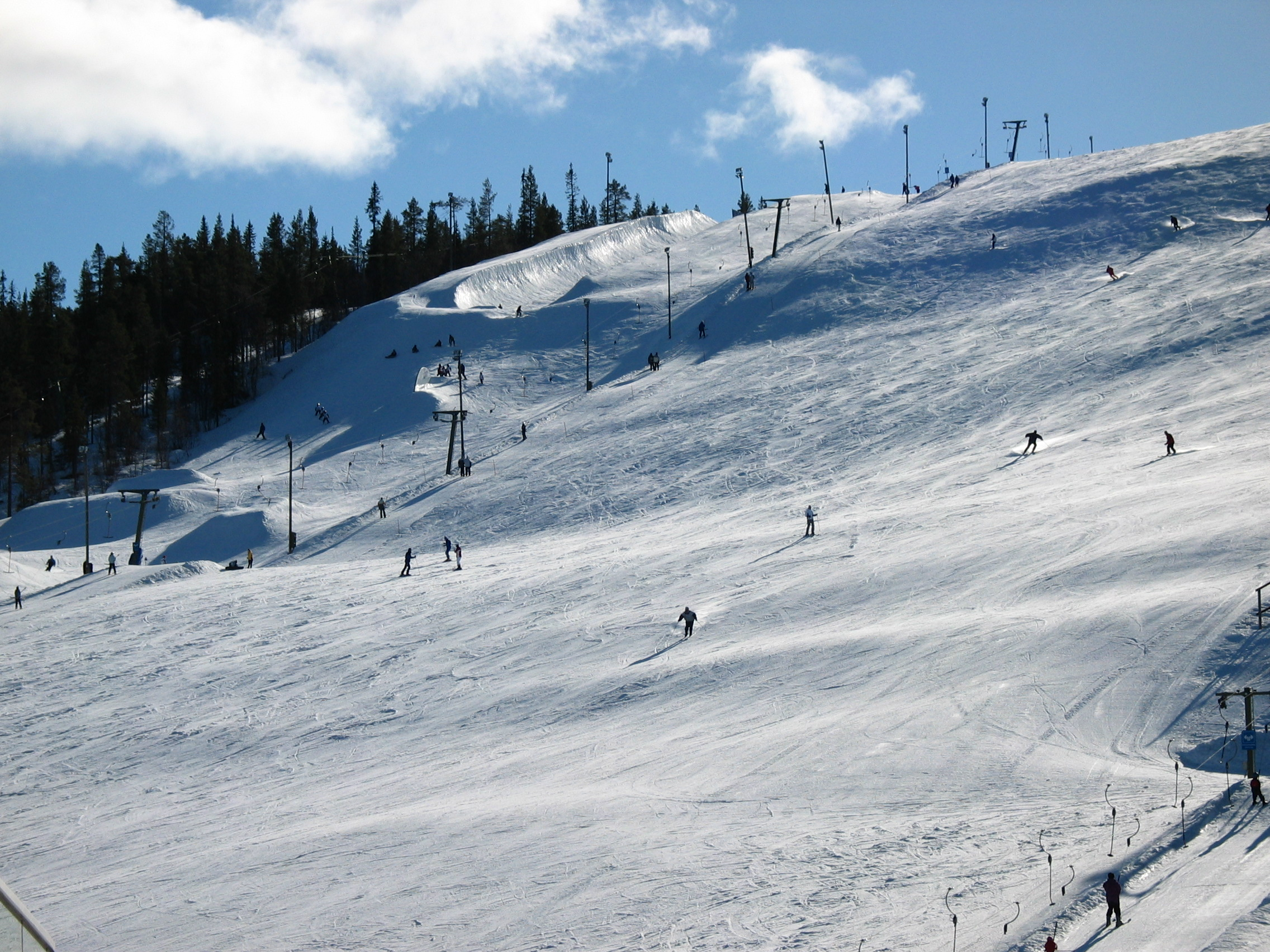
Levi északi pályái 2003 nyarán

Levi egyike Finnország legnagyobb sícentrumainak, de nyáron is sok vakációzót vonz. Levi a Kittilä körzetben helyezkedik el, Kittilä településtől 15 km-re északra található.
Leviben 50 pálya van, amelyek összesen 325 kilométer hosszúak. A leghosszabb pálya 2500 méter. Leviben a downhill síelés mellett lehet sífutni, hórobogózni, szafárikra menni, fürödni és szaunázni, nyáron biciklizni, kirándulni, horgászni. Turistahelyhez illően számos ajándékbolt is található itt.
Levi Finnország négyszeres kitüntetettje „Az év sícentruma” címnek, legutóbb 2004-ben ítélte oda a zsűri ezt az elismerést.
Leviben nagy számú angol turista fordul meg, mivel a közvetlen repülőjáratoknak köszönhetően rendkívül egyszerűen megközelíthető, és a téli napforduló idején, amikor egész nap állandó sötétség van, különösen érdekes a síelés. Levi közelében található az ICIUM „A Jég Varázslatos Világa” néven is ismert közkedvelt élménypark.
Leviben található Finnország egyetlen gondola-liftje, amely 2000-ben nyílt meg. A városka csúcsforgalma 2004-ben volt, amikor itt rendezték a női és férfi műlesikló világbajnokságot. 2006 márciusában pedig női alpesi világbajnokságot rendeztek.